# Ян Твардовський
Ян Твардовський (пол. Jan Twardowski; 1 червня 1915, Варшава — 18 січня 2006, Варшава) — польський поет, священник.

## Біографія

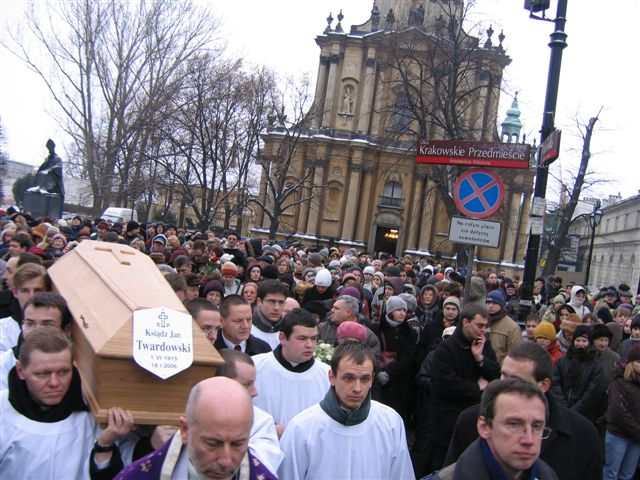
Похорон Яна Твардовського. Варшава, 3 лютого 2006

Почав друкуватися в 1932 році, ще в гімназії. Навчався на філологічному факультеті Варшавського університету (навчання було перерване війною, закінчив лише в 1947 році). Першу книгу віршів «Повернення Андерсена», позначену впливом поетики Скамандр, опублікував у 1937 році. У роки війни був у підпіллі, як боєць Армії крайової брав участь в Варшавському повстанні 1944 року.
1943 року вирішив стати священником, після війни вступив до семінарії, закінчив богословський факультет Варшавського університету. 1948 року прийняв священицький сан, три роки служив вікарієм в селі під Варшавою, з 1960 року став настоятелем костелу Сестер візітанток у столиці.

## Книги
- «Знаки довіри» (1970)
- «На ослику» (1986)
- «Вірші» (1993)
- «Гербарій»
- «Ще одна молитва»[5]
- «Trzeba iść dalej, czyli spacer biedronki. Poezje wybrane / Треба йти далі, або прогулянка сонечка. Вибрані поезії». Упорядкування, переклад, передмова та примітки Тетяни Черниш і Сергія Єрмоленка.- Київ, Краків: Кайрос, 2000. — 400 с. (паралельні тексти польською та українською мовами)
- Інша молитва. Вибрані вірші (2015)[6]